# صفحه (هندسه)
در ریاضیات به یک سطح هموار دوبعدی، صفحه یا تخته یا سطح مستوی می‌گویند. گویی یک صفحه، نمایش دو بعدی از یک نقطه (صفر بُعد)، یک خط (یک بعد) و یک فضا (سه بعد) است.

## معادله صفحه در فضا
هر چند ضلعی در یک صفحه، در صفحه‌ای با امتداد نامتناهی قرار دارد. معادله عمومی یک صفحه به صورت روبرو است: Ax+By+Cz+d=۰،
که در آن (x,y،z) نقطه‌ای دلخواه از صفحه و ضرایب A,B،C,D(به نام پارامترهای صفحه) ثابت‌های تعریف‌کننده‌ی ویژگی‌های فضایی صفحه‌اند. مقادیر A,B،C,D را می‌توان با حل یک معادله‌ی سه مجهولی به دست آورد. این معادلات باید از مقادیر مختصات برای سه نقطه‌ی غیر هم راستا در صفحه‌ی xy تشکیل شده باشد. برای این منظور می‌توانیم سه راس چند ضلعی-محدب متوالی
{\displaystyle \left(x_{1},y_{1},z_{1}\right),\left(x_{2},y_{2},z_{2}\right),\left(x_{3},y_{3},z_{3}\right)}را در خلاف جهت چرخش عقربه‌های ساعت انتخاب و معادلات توأم خطی زیر را برای نسبت‌های A\D,B\D,C\D حل کنیم.
{\displaystyle \left({\frac {A}{D}}\right)x_{k}+\left({\frac {B}{D}}\right)y_{k}+\left({\frac {C}{D}}\right)z_{k}=-1}
جواب این مجموعه معادلات را می‌توان با استفاده از قاعده کرامر به صورت دترمینانی زیر به دست آورد:
{\displaystyle A=\left|{\begin{matrix}1&y_{1}&z_{1}\\1&y_{2}&z_{2}\\1&y_{3}&z_{3}\end{matrix}}\right|}
{\displaystyle B=\left|{\begin{matrix}x_{1}&1&z_{1}\\x_{2}&1&z_{2}\\x_{3}&1&z_{3}\end{matrix}}\right|}
{\displaystyle C=\left|{\begin{matrix}x_{1}&y_{1}&1\\x_{2}&y_{2}&1\\x_{3}&y_{3}&1\end{matrix}}\right|}
{\displaystyle D=\left|{\begin{matrix}x_{1}&y_{1}&z_{1}\\x_{2}&y_{2}&z_{2}\\x_{3}&y_{3}&z_{3}\end{matrix}}\right|}
بابسط دترمینان‌ها، محاسبات لازم برای ضرایب صفحه را می‌توان به صورت زیر نوشت:

دو صفحه متقاطع در فضای سه‌بعدی

{\displaystyle A=y_{1}\left(z_{2}-z_{3}\right)+y_{2}\left(z_{3}-z_{1}\right)+y_{3}\left(z_{1}-z_{2}\right)}
{\displaystyle B=z_{1}\left(x_{2}-x_{3}\right)+z_{2}\left(x_{3}-x_{1}\right)+z_{3}\left(x_{1}-x_{2}\right)}
{\displaystyle C=x_{1}\left(y_{2}-y_{3}\right)+x_{2}\left(y_{3}-y_{1}\right)+x_{3}\left(y_{1}-y_{2}\right)}
{\displaystyle D=-x_{1}\left(y_{2}z_{3}-y_{3}z_{2}\right)-x_{2}\left(y_{3}z_{1}-y_{1}z_{3}\right)-x_{3}\left(y_{1}z_{2}-y_{2}z_{1}\right)}